# Montserrat Solano Carboni
Montserrat Solano Carboni (geb. 1976) ist eine costa-ricanische Menschenrechtlerin.

## Leben
Ihre universitäre Ausbildung führte Solano zu einem Abschluss in Kommunikationswissenschaften an der Universität von Costa Rica und einem Master in Internationalem Menschenrechtsrecht von der Universität Essex. Solano war sowohl im In- als auch im Ausland tätig, vor allem in der Arbeit mit Menschenrechten. Bevor sie 2014 zur Ombudsfrau Costa Ricas gewählt wurde, arbeitete sie in verschiedenen internationalen Institutionen, darunter der Interamerikanische Menschenrechtskommission, dem Internationale Strafgerichtshof und der Internationalen Föderation der Menschenrechtsliga.

## Wirken
Solanos Arbeit konzentriert sich auf die Verteidigung und Förderung der Menschenrechte. Ihre Arbeit führte sie zu Feldbesuchen in Ländern wie der Demokratischen Republik Kongo und der Ukraine und zur Beteiligung an der Internationalen Kommission gegen Straffreiheit in Guatemala. Sie blieb auch nach ihrer Amtszeit als Ombudsfrau in der internationalen Menschenrechtsarbeit aktiv, unter anderem als Vertreterin Costa Ricas beim Ständigen Rat der Organisation Amerikanischer Staaten, wo sie Menschenrechtsverletzungen in Nicaragua anprangerte.

## Auszeichnungen
Für ihre Arbeit wurde Solano 2016 mit dem Deutsch-Französischen Preis für Menschenrechte und Rechtsstaatlichkeit ausgezeichnet.